# Depositphotos
«Depositphotos» — международный фотобанк, который является посредником между авторами изображений и их покупателями. Depositphotos был основан украинским предпринимателем Дмитрием Сергеевым в 2009 году в Киеве. Компания предоставляет услуги клиентам со всего мира, оказывая им поддержку на 20 языках.

## История
Основанный в 2009 году, фотобанк Depositphotos предлагает более 90 миллионов фотографий, векторных изображений и видеороликов по лицензии royalty-free.
27 июля 2011 года Depositphotos получил $3 миллиона инвестиций от фонда TMT Investments.
В марте 2013 года Depositphotos запустил мобильное приложение Clashot для iPhone. В сентябре 2013 была запущена версия приложения для Android. Clashot позволяет любому обладателю мобильного устройства с ОС iOS или Android зарабатывать деньги на продаже снимков, сделанных на смартфон.
В январе 2016 года ЕБРР и TMT Investments инвестировали в компанию $5 миллионов.
В марте 2017 года Depositphotos запустил визуальный редактор изображений Crello, который позволяет пользователям без дизайнерских навыков создавать графические материалы для социальных сетей, рекламных и печатных целей с помощью простого drag-and-drop редактора и большой библиотеки бесплатных шаблонов.
В октябре 2021 было объявлено, что Depositphotos и другие проекты группы: онлайн-редактор Crello, фотостудия Lightfield, онлайн-журнал о фотографии Bird In Flight и журнал WAS покупаются американской компанией VistaPrint. Сумма сделки составила $85 млн. Основатель Дмитрий Сергеев отойдет от дел.
В октябре 2021 года американская компания в сфере дизайна и маркетинга VistaPrint приобрела 100% акций Depositphotos.

## Правила
Стоковые файлы, доступные к покупке на Depositphotos, загружаются авторами — фотографами, иллюстраторами и видеографами.
Все файлы можно найти на сайте Depositphotos.com, используя внутренний поиск. Фотографии можно скачать в JPG/JPEG формате, векторные изображения могут быть скачаны как растровые JPG/JPEG изображения, так и в векторном формате EPS. Видеоролики, длиной максимум в 60 секунд, доступны к скачиванию в формате MOV.
Сайт фотобанка Depositphotos доступен к просмотру на 14 языках, включая украинский, русский, английский, немецкий, французский, итальянский, испанский, португальский, голландский, чешский, польский, шведский, турецкий, китайский и японский.

## Поставщики контента
Поставщики контента должны пройти экзамен до того, как они смогут загружать и продавать свои файлы. Работы кандидата (фотографии, векторы или видеоролики) проверяются на стандарты качества и возможный коммерческий потенциал до того, как их принимают к продаже. Поставщику на момент прохождения экзамена должно исполниться 18 лет, и он должен предоставить все необходимые документы, разрешающие ему размещать и продавать файлы и присутствующие на них элементы (релиз модели, релиз собственника и т. д.).
Поставщики контента получают от 34 % до 42 % отчислений в виде роялти с каждой продажи за кредиты или же от $0,30 до $0,35 от продажи по подписке, в зависимости от их уровня и статуса на Depositphotos.

## Ценовая политика
Все изображения на Depositphotos.com можно купить, используя кредиты или подписку. Видеофайлы могут быть приобретены только за кредиты. Кредиты являются внутренней валютой фотобанка и позволяют приобрести и скачать файл в любой момент. Depositphotos также предлагает разнообразные планы подписок с дневной и месячной квотой на скачивания изображений любого размера.
Стоимость покупки изображения за кредиты начинается от $0,75, стоимость подписки стартует от $10 в месяц. Depositphotos принимает платежи по кредитным картам (таким как Visa, Mastercard или American Express), с помощью PayPal, Skrill, Webmoney, Яндекс.Деньги и других региональных платёжных систем.